# Enrique Irazoqui Levi
Enrique Irazoqui Levi (castellà: Enrique Irazoqui)  (Barcelona, 5 de juliol de 1944 - Barcelona, 16 de setembre de 2020) va ser un actor, economista, jugador d'escacs i professor de literatura.

## Biografia
Nascut a Barcelona, el seu pare era un psiquiatre basc i la seva mare una empresària italiana. Un viatge a Itàlia el 1964, però, li va canviar la vida. Amb només 19 anys i estudiant economia, s'hi va traslladar per buscar suport al Sindicat Democràtic d'Estudiants, que era il·legal durant l'època franquista. Va conèixer escriptors com Rafael Alberti i Vasco Pratolini, i sobretot el poeta i director de cinema Pier Paolo Pasolini.
Tot i la seva manca d'experiència al cinema, Irazoqui es va convertir en el Crist de la pel·lícula Il vangelo secondo Matteo ('L'evangeli segons sant Mateu'). Per a molts, la pel·lícula de Pasolini és una de les que mostra millor la vida de Jesús. El jove no tenia vocació d'actor, però l'èxit de la pel·lícula li va obrir les portes a un nou món i, posteriorment, també va participar en diverses altres pel·lícules, entre les quals Noche de vino tinto (1966), de José María Nunes, i Dante no es unicamente severo (1967), de Jacint Esteva i Joaquim Jordà.
Deixant el cinema, es va traslladar als Estats Units per estudiar-hi literatura. Amb aquesta finalitat, va presentar cartes de recomanació de Pasolini, Jean-Paul Sartre i Simone de Beauvoir, entre d'altres. Així, va ser professor de literatura als EUA, Mèxic i Granada (Espanya).
El 2002 fou l'àrbitre del torneig d'escacs Brains in Bahrain entre el campió del món Vladímir Kràmnik i la computadora Deep Fritz, que va acabar en empat.
En els seus darrers anys, va tornar al cinema i va protagonitzar A la soledat (2008), també de José María Nunes, i Cenestesia (inèdit).
Morí en un hospital de Barcelona el 16 de setembre de 2020.